# هدی شلونگر
هدی شلونگر (انگلیسی: Hedy Schlunegger; ۱۰ مارس ۱۹۲۳ – ۳ ژوئیهٔ ۲۰۰۳) اسکی‌باز آلپاین اهل سوئیس بود.